# Lestradea stappersii
Lestradea stappersii là một loài cá thuộc họ Cichlidae. Nó là loài đặc hữu của Zambia. Môi trường sống tự nhiên của chúng là intermittent hồ nước ngọt.